# Йолинг, Мари
Мари Йолинг (нидерл. Marije Joling; род. 30 сентября 1987 года, Ассен, Нидерланды) — нидерландская конькобежка, 2-кратная призёр чемпионата мира, 2-кратная чемпионка Нидерландов.

## Спортивная карьера
Мари Йолинг начала кататься на коньках в возрасте 9-ти лет в Ассене. Она поступила в школу фигурного катания и вскоре школьный учитель фигурного катания попросил её прийти в конькобежный клуб, потому что увидел в ней талант. Она присоединилась к конькобежному клубу.
В 2002 году стала участвовать на чемпионате Нидерландов среди юниоров. Её первые медали пришли в 2009 году на юниорском чемпионате Нидерландов, где она выиграла на дистанции 1500 м и стала 2-й на дистанции 1000 м, в том же году дебютировала на взрослом чемпионате страны и не квалифицировалась на олимпиаду 2010 года, заняв в забеге на 3000 м лишь 13-е место. В 2010 году Йолинг присоединилась к региональной команде Дренте "Team Corendon" под руководством её товарища по команде и тренера Ренате Груневолд.
В сезоне 2010/11 впервые заняла 3-е место на чемпионате Нидерландов на дистанциях 3000 и 5000 м и дебютировала на Кубке мира в командной гонке, где дважды попадала на подиум. В сезоне 2012/13 на чемпионате страны впервые одержала победу в забеге на 5000 м, а в январе 2013 года в многоборье перед последней дистанцией 5000 м она получила травму во время тренировки забега 1500 м и не смогла выступить до конца, заняв 6-е место в общем зачёте.
На чемпионате Европы в Хамаре 2014 года Йолинг заняла 8-е место в многоборье. В сезоне 2014/15 выиграла "золото" в командной гонке на этапах Кубка мира в Обихиро и Берлине, и заняла 2-е место в забеге на 3000 м. В феврале 2015 года дебютировала на чемпионате мира на отдельных дистанциях в Херенвене и сразу же выиграла бронзовую медаль на дистанции 3000 м и серебряную медаль в командной гонке.
На чемпионате мира в Калгари заняла 7-е место в многоборье. В сезоне 2015/16 она перешла в команду австралийского тренера Десли Хилла после 5 лет пребывания в команде "Team Corendon". Она выиграла на этапе Кубка мира в Калгари в командной гонке, а в Инцелле стала 2-й на дистанции 3000 м и в командной гонке. В январе 2016 года поднялась на 4-е место в многоборье на чемпионате Европы в Минске, а на чемпионате мира на отдельных дистанциях в Коломне стала 5-й в забеге на 3000 м.
В январе 2017 года Йолинг впервые выиграла в многоборье на чемпионате Нидерландов без сильнейших конькобежцев страны и поехала на чемпионат мира в Хамаре, где заняла 11-е место в сумме многоборья. В марте она ушла из команды "Team Victory", после того, как команда прекратила свое существование. В сезоне 2017/18 года она стала выступать за новую команду братьев Эрвина и Мартина тен Хоув "IKO".
В октябре 2017 года на чемпионате Нидерландов Мари заняла только 9-е место в забеге на 3000 м и не смогла квалифицироваться в этой дистанции на Кубок мира. 
Летом 2018 года Йолинг объявила о завершении своей спортивной карьеры, после того как не прошла на олимпийские игры 2018 года и не смогла найти команду и спонсоров. Мари также участвовала на Национальном чемпионате Нидерландов с 2016 по 2018 год в велоспорте.

## Личная жизнь
Мари Йолинг работает районным спортивным тренером в муниципалитете Ассен. Также является послом Молодежного фонда спорта и культуры Дренте. Мари любит петь.

## Награды
- 2017 год - названа спортсменкой года в Дренте.[13]